# マイ・ネーム・イズ・マイケル・ホルブルック
『マイ・ネーム・イズ・マイケル・ホルブルック』（My Name Is Michael Holbrook）は、2019年にリリースされたミーカの5枚目のスタジオ・アルバムである。

## 収録曲
1. タイニー・ラヴ - Tiny Love
2. アイスクリーム - Ice Cream
3. ディア・ジェラシー - Dear Jealousy
4. パロマ - Paloma
5. サンレモ - Sanremo
6. トゥモロウ - Tomorrow
7. レディ・トゥ・コール・ディス・ラヴ - Ready to Call This Love
8. クライ - Cry
9. プラットフォーム・バレリーナス - Platform Ballerinas
10. アイ・ウェント・トゥ・ヘル・ラスト・ナイト - I Went to Hell last Night
11. ブルー - Blue
12. ステイ・ハイ - Stay High
13. タイニー・ラヴ・リプリーズ - Tiny Love Reprise

### 日本盤ボーナストラック
1. サウンド・オブ・アン・オーケストラ - Sound Of An Orchestra
2. イッツ・マイ・ハウス - Its’s My House